# Municipalité du district de Kupiškis
La municipalité du district de Kupiškis (en lituanien : Kupiškio rajono savivaldybė) est l'une des soixante municipalités de Lituanie. Son chef-lieu est Kupiškis.

## Seniūnijos de la municipalité du district de Kupiškis

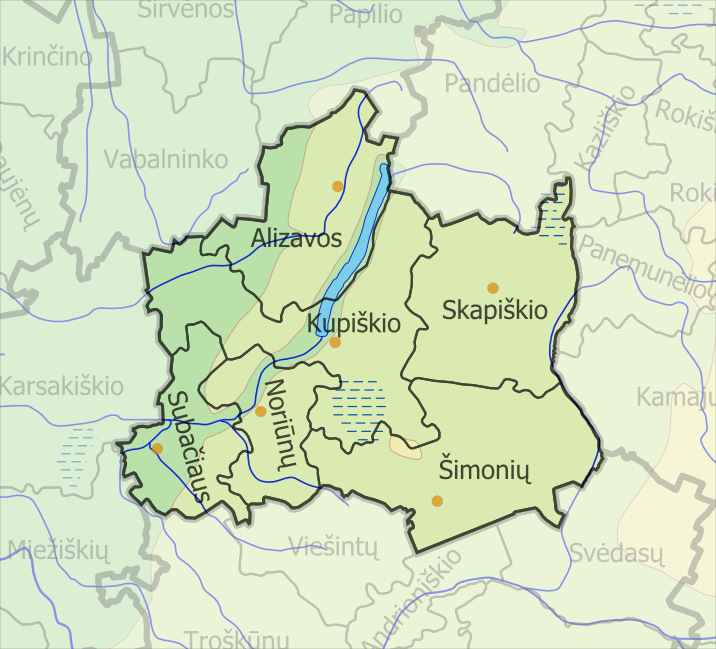
Seniūnijos de la municipalité du district de Kupiškis.

- Alizavos seniūnija (Alizava)
- Kupiškio seniūnija (Kupiškis)
- Noriūnų seniūnija (Noriūnai)
- Skapiškio seniūnija (Skapiškis)
- Subačiaus seniūnija (Subačius)
- Šimonių seniūnija (Šimonys)